# Colonia Francisco Javier Mina
Colonia Francisco Javier Mina är en ort i Mexiko.   Den ligger i kommunen Silao de la Victoria och delstaten Guanajuato, i den centrala delen av landet, 290 km nordväst om huvudstaden Mexico City. Colonia Francisco Javier Mina ligger 1 847 meter över havet och antalet invånare är 1 167.
Terrängen runt Colonia Francisco Javier Mina är platt åt sydväst, men åt nordost är den kuperad. Runt Colonia Francisco Javier Mina är det ganska tätbefolkat, med 222 invånare per kvadratkilometer. Närmaste större samhälle är Silao, 4,1 km söder om Colonia Francisco Javier Mina. Trakten runt Colonia Francisco Javier Mina består till största delen av jordbruksmark.